# Ван Дален, Хуго
Хуго ван Дален (нидерл. Hugo van Dalen; 16 апреля 1888, Дордрехт — 24 февраля 1967, Гаага) — нидерландский пианист.
Учился в Амстердаме у Юлиуса Рёнтгена и Йохана Вейсмана, затем в Вене у Августа Страдала, совершенствовал своё мастерство в Берлине под руководством Ферруччо Бузони. В берлинский период сдружился с Сергеем Борткевичем (их последующая продолжительная переписка даёт ценный материал), в 1913 г. исполнил премьеру его Первого фортепианного концерта (с Блютнер-оркестром), вместе с Борткевичем преподавал в Консерватории Шарвенки; Борткевич посвятил ван Далену Двенадцать новых этюдов Op. 29 (1924). В 1918 г. вернулся в Нидерланды, на протяжении многих лет преподавал в Гаагской консерватории. В 1937—1939 гг. гастролировал в СССР, у себя на родине выступал как популяризатор русской музыки, опубликовал биографические очерки о Чайковском и Мусоргском (оба 1930). Ван Далену принадлежит также некоторое количество оригинальных камерных произведений.
Сын ван Далена, Серж Хуго ван Дален (1916—2006), был священником, унаследовавшим от отца интерес к России: в 1952 г. он принял участие в качестве почётного гостя в Конференции всех церквей и религиозных объединений в СССР, посвящённой вопросу защиты мира и проведённой в Троице-Сергиевой лавре, по возвращении опубликовав в газете нидерландских коммунистов «De Waarheid» статью «Церковь и мораль в Советском Союзе».